# Wirtschaft und Wettbewerb
Wirtschaft und Wettbewerb (WuW) ist eine Fachzeitschrift für deutsches und europäisches Wettbewerbsrecht. Seit 1951 erscheint sie monatlich in der Handelsblatt Fachmedien GmbH.
WuW richtet sich laut Eigenangaben des Verlags an „Juristen in Unternehmen, Behörden, Gerichten, Wirtschafts- und Fachverbänden“.
Den Inhalt bilden demnach Artikel zu den Themen Fusionskontroll-, Wettbewerbs- und Kartellrecht sowie Marktorganisation. Aktuelle Fragen werden durch „praxisbezogene Abhandlungen, Kommentare und Kurzbeiträge anerkannter Experten aus Wissenschaft und Praxis“ beantwortet. Ferner kann dadurch die aktuelle Praxis des Kartellrechts in Deutschland, Europa und in weiten führenden Industriestaaten aufgezeigt werden. Ein weiterer fester Bestandteil des Heftes ist die WuW-Entscheidungssammlung als Loseblattausgabe, die der Leser austrennen und gegliedert abheften kann.
Der Zugang zu dem Online-Archiv mit Volltexten ab 1997 ist für Abonnenten kostenlos. Dieses komfortable Nachschlagewerk bietet für den Nutzer die Möglichkeit zu einer umfassenden Recherche.